# Mix Leitor-d
El Mix Leitor-d o Mix Leitor D es un lector de libros electrónicos creado por la empresa brasileña Mix Tecnologia (con sede en Recife) y Carpe Diem Edições e Produções, que lo presentaron el 12 de agosto de 2010 en la Bienal Internacional del Libro de São Paulo, poniéndolo a la venta el 13 de agosto de 2010 a un precio inicial de 890 Reales. El último precio registrado en su desaparecida web es de 499 Reales para el modelo sin Wi-Fi y 599 Reales con Wi-Fi. El dominio se encuentra de baja y en la web del fabricante no se menciona el producto.
Además de poder reproducir MP3, WMA y WAB, incorpora una radio FM.
Según cuentan en el blog Finos & Fofos todo comenzó cuando dos directores de Carpe Diem viajaron a USA, conversando a la vuelta sobre el Kindle. En esa conversación, según Diego Mello, se propuso el crear un equivalente 100% brasileño, del software al hardware, por lo que contactaron con Mix. La editorial aportaría la parte comercial, y se contaría con la gran base de libros digitalizados por Dominio Público, el organismo del ministerio de educación brasileño.
Por la información archivada del sitio web, presente en varios blogs y fotos promocionales, el equipo inicialmente iba a tener una carcasa de aluminio con teclado QWERTY en el mismo material y además de las teclas existentes en el producto final, un sistema Quiz de contenidos con teclas A, B, C, D, E, V (verdadero), F (falso), y OK entre la pantalla y el teclado QWERTY. El equipo contaría con Bluetooth y 3G, 8 GB de memoria interna de almacenamiento y un modelo Premium con pantalla táctil iluminada. El soporte de eBooks incluiría además Rich Text Format, ficheros de Microsoft Word y el formato BBeB de Sony (.lrf) y su precio rondaría entre los 700 y 1100 Reales

## Detalles Técnicos
- CPU: Samsung 2416 a 400 MHz
- Flash RAM: 128 MB para el sistema. El almacenamiento siempre es externo en tarjetas MicroSD que se encuentran en una ranura interior situada sobre la batería. De serie viene con 2 GB y soporta hasta 16 GB
- Pantalla: de 6 pulgadas 600 x 800 píxels, tinta electrónica, 16 niveles de gris
- Carcasa: 192 milímetros (7,56 plg) H x 125 milímetros (4,92 plg) W x 10,3 milímetros (0,41 plg) D en plástico blanco con trasera plata con un peso de 260 gramos (9,17 oz) En la base tiene el conector USB Micro B 2.0 y el minijack de 3,5 mm para auriculares, y un micrófono integrado para grabaciones. La cubierta trasera tiene ranuras para los dos altavoces integrados y un botón para soltarla. Retirando la cubierta tras presionar el botón previsto se accede a un compartimento con dos bornes (probablemente el alojamiento del módulo Wi-Fi) y por debajo la ranura de tarjeta MicroSD y el alojamiento de la batería EB-4L. En el lateral derecho está el botón de encendido. En el frontal, LED indicador de función en la esquina superior izquierda, pantalla de tinta electrónica, a su derecha INIC, PAG ANT, PROX PAG, ≣ Menú, ANT y sobre estas dos últimas D-pad de 4 direcciones + fuego. Bajo la pantalla teclado QWERTY.
- Teclado: completo QWERTY de 35 teclas en 3 hileras de 10 + ALT (acceso a los números serigrafiados en la primera hilera), ⇧ Mayús, BARRA ESPACIADORA, SYM, CONFIGURACION. Al final de la tercera hilera RETURN, y REPINTAR para refrescar la pantalla.
- Interfaz: con iconos gráficos de acceso a las opciones

1. Recentes
2. Livros
3. Música
4. Imagens
5. Memória
6. Rádio
7. Configuraçöes
8. Manual
9. Desligar

- Alimentación: Batería de polímero de litio con una capacidad de 1500 mAh
- Entrada/Salida:
  - Ranura MicroSD interna
  - Conector USB Micro B 2.0
  - Conector minijack de auriculares
- Formatos:
  - eBook: PDF, EPUB, HTML, CHM, FB2, TXT, Mobipocket
  - imagen JPEG, GIF, PNG, BMP
  - sonido MP3, WMA y WAB